# Lech Zborowski
Lech Zborowski (ur. 11 marca 1957 w Zielonej Górze) – działacz antykomunistycznej opozycji w okresie PRL.

## Życiorys
W latach siedemdziesiątych uczeń ZSZ poligraficznej i pracownik Gdańskich Zakładów Graficznych. Pracownik Spółdzielni Inwalidów im. Obrońców Helu w Gdańsku. Pracownik Przedsiębiorstwa „Malmor” w Stoczni Gdyńskiej, a następnie w Stoczni Północnej.
Od 1979 działacz Wolnych Związków Zawodowych Wybrzeża. Uczestnik spotkań samokształceniowych. Kolporter ulotek i wydawnictw niezależnych. Drukarz i kolporter oświadczeń WZZW. Uczestnik obchodów rocznicy Grudnia ’70 i Konstytucji 3 Maja.
Uczestnik akcji obrony robotników (m.in. Anny Walentynowicz, Lecha Wałęsy, Marka Kozłowskiego). Brał udział w wielu akcjach protestacyjnych i ulotkowych przed kościołami Gdańska i Słupska. Uczestnik akcji ulotkowych i plakatowania, nawołujących do bojkotu wyborów. Kurier – woził niezależną literaturę z Warszawy do Gdańska, którą następnie rozprowadzał do współpracujących z WZZW przedstawicieli poszczególnych zakładów. Przywiózł ostatnią partię na trzy dni przed rozpoczęciem wielkiego strajku.
Brał bezpośredni udział w przygotowaniach do strajku w sierpniu 1980. Rano 14 sierpnia rozdawał w wagonach Szybkiej Kolei Miejskiej, jadącym do pracy stoczniowcom, ulotki w obronie Anny Walentynowicz, nawołujące do rozpoczęcia strajku. 14-31 sierpnia 1980 uczestnik strajku w Stoczni Gdańskiej. Współorganizator, a następnie pracownik drukarni MKZ Solidarność w Gdańsku. Po wprowadzeniu stanu wojennego uczestnik strajku w Stoczni Gdańskiej. Tuż przed pacyfikacją wyniósł ze stoczni (wraz z Anną Sosnowską i Wojciechem Bubellą) sprzęt poligraficzny. W latach 1982–1983 w podziemiu współpracownik RKK i drukarz oświadczeń.
Od 1985 zamieszkały w okolicach Bostonu w stanie Massachusetts.
Należy do krytyków pierwszego przewodniczącego Solidarności Lecha Wałęsy, jak i porozumienia „okrągłego stołu”.